# Chira distincta
Chira distincta là một loài nhện trong họ Salticidae.
Loài này thuộc chi Chira. Chira distincta được Bauab miêu tả năm 1983.